# 約爾特山 (鮑曼海岸)
約爾特山（英語：Hjort Massif），是南極洲的山峰，位於葛拉漢地的鮑曼海岸，處於威爾森山脈東北端，海拔高度約1,000米，美國地質調查局根據測量和該國海軍的空中照片繪入地圖，現時由南極條約體系管理。